# Belu
Belu (accadi: 𒁁𒇻𒌑, Be-lu-ú) va ser un antic rei d'Assíria que apareix a la Llista dels reis com el catorzè d'entre els «disset reis que vivien en tendes» segons les Cròniques Mesopotàmiques. Va ser el successor de Abazu i el va succeir Azarah. Fora d'això no se'n sap res més del seu regnat.